# Positivt expiratoriskt tryck
Positivt expiratoriskt tryck, även förkortat PEP, används för att tillfälligt öka den funktionella residualkapaciteten i lungorna, den mängd luft som finns kvar i lungorna efter en normal utandning. Detta för att förebygga och behandla atelektaser, förbättra gasutbytet och mobilisera och evakuera sekret.
PEP används bland annat till patienter med kroniska lungsjukdomar, patienter med mycket slem och postoperativa patienter.
Ett exempel på PEP-system är System 22.